# Direttore di produzione
Il  direttore generale di produzione  è la figura professionale che si occupa di tutta la lavorazione di un film, dalla preparazione delle scalette di lavorazione alla composizione della troupe, ai contratti con le varie figure professionali, fino alla postproduzione e alla copia finale risponde direttamente all'organizzatore generale che a sua volta risponde al produttore.
| Controllo di autorità | GND (DE) 4323666-2 |